# 8993 Ingstad
8993 Ingstad (1980 UL) là một tiểu hành tinh vành đai chính được phát hiện ngày 30 tháng 10 năm 1980 bởi R. M. West ở Đài thiên văn Nam Âu. Nó được đặt theo tên Na Uy archeologist Helge Ingstad.